# ستيف هنت
ستيف هنت (بالإنجليزية: Steve Hunt)‏ هو عازف بيانو ومنتج أسطوانات وملحن أمريكي، ولد في 1958.

## وصلات خارجية
- الموقع الرسمي
- ستيف هنت على موقع ميوزك برينز (الإنجليزية)
- ستيف هنت على موقع ديسكوغز (الإنجليزية)